# Ari Taskinen
Ari Taskinen, född 12 juli 1959 i Esbo, död 15 januari 2024 i Dahab, Egypten, var en finländsk kompositör, musiker och poet. Han var mest känd för sitt arbete som gitarrist och keyboardist för punkgruppen Problems? och punkmusikern Pelle Miljoona, men har också turnerat i Europa med performance-grupper och har arbetat med electro-akustisk musik. Under senare år arbetade han bland annat med teatermusik och publicerat en diktbok. På 2000-talet hade han också återvänt till punken i och med återföreningen av Pelle Miljoona & 1980.

## Biografi

### Tidig karriär
Ari Taskinen föddes den 12 juli 1959 i Esbo. Redan som barn blev han intresserad av musik då hans far hämtade en gitarr från Leningrad och hans barndomskompis Stefan Piesnack lärde honom spela Jimi Hendrix riff. I de tidiga tonåren bekantade han sig med en annan av den finländska punkens kommande stjärnor, Tumppi Varonen, och tillsammans började de spela konserter på skolans tillställningar. På den tiden var det Hurriganes och Status Quo som gällde, men inspirerade av samtida finländska låtskrivare som Juice Leskinen och Dave Lindholm började de också skriva eget material. Det första allvarliga bandet hette Plain Shit. Det deltog också 1975 i Rock-FM i Gamla Studenthuset, ”Vanha”, i Helsingfors, men tog sig inte vidare till final.

### Pelle Miljoona
År 1978 kom Pelle Miljoona till staden för att göra sin civiltjänst. Förutom Problems? var det bara Andy McCoys och Pete Malmis Briard som gjort något väsen av sig på punkfronten. Men Miljoona hade också hunnit ge ut sin första skiva Pelle Miljoona & N.U.S. Han började snart träna med Taskinen, Varonen (som då spelade i Problems?), Piesnack och Rubberduck Jones. Ur den här sammansättningen föddes Pelle Miljoona & 1978, Pelle Miljoona & 1979, och till sist Pelle Miljoona & 1980. Den sista sammansättningen gav under ett års tid ut tre skivor, med bland annat hiten Tahdon rakastella sinua (Jag vill älska med dig). 
År 1979 kom gitarristen Andy McCoy och basisten Sami Takamäki in i bandet, som bytte namn till Pelle Miljoona Oy, och med skivan Moottoritie on kuuma (Motorvägen är het) för stunden blev det största rockbandet i Finland. Titelspåret som bland annat har blivit framröstad som den mest älskade finska rocklåten i dagstidningen Helsingin Sanomat, komponerades av Ari Taskinen. 
1980 hoppade ändå McCoy och Takamäki av för att gå med i det nygrundade Hanoi Rocks. Pelle Miljoona Oy levde ändå vidare till och med 1983, då Taskinen hoppade av både bandet och rockscenen. 

### Dadaism och avantgarde
Redan 1981 hade Taskinen börjat experimentera med cross-over-musik tillsammans med gruppen Threshold, som gav ut en skiva 1981. Efter att han lämnat Pelle Miljoona Oy, började han på allvar ge sig in i den tvärkonstnärliga världen. Kulmen av arbetet var gruppen Transistors, som bland annat bestod av konstnären, skådespelaren och regissören Chris af Enehjelm, skådespelaren Ella Hurme och kompositören Markus Sandberg. Transistors turnerade bland annat i Centraleuropa och Norden, och fick mycket positiv respons för sin dada-kabaré. Den sista uppsättningen, Elddopet, gjordes på Svenska Teatern i Helsingfors år 1989. 
På 1990-talet började Taskinen resa runt världen och samla in ljud från natur och samhällen. Dem satte han ihop till electro-akustisk musik i finska Rundradion YLE:s så kallade experimentstudio. År 2006 släpptes en del av den här musiken på skivan Aavamaa. Studion lades ned på 2000-talet. Han har också gjort musik för tv och teater, samt tonsatt dikter. År 2006 gav han ut sin första diktbok Susien Taivas (Vargarnas Himmel).

## Ari Taskinens band
- Plain Shit
- Näköhäiriö
- Problems?
- Pelle Miljoona & 1980
- Pelle Miljoona Oy
- Threshold
- Hunters
- Transistors

## Produktion

### Musikalbum
- Pohjalla-samlingen (Problems?
- Kaupungin Valot (Problems)
- Pelko ja viha  (Pelle Miljoona & 1980, 1979)
- Viimeinen syksy (Pelle Miljoona & 1980, 1979)
- Näyttämökuvia (live) (Pelle Miljoona & 1980, 1980)
- Moottoritie on kuuma (Pelle Miljoona Oy, 1980)
- Matkalla tuntemattomaan (Pelle Miljoona Oy, 1981)
- Paradise Now (Threshold, 1981)
- Radio Kebab (Pelle Miljoona Oy, 1982)
- Asfalttia ja ruohoa (Teemu Hirvilammi & Ari Taskinen, 2001)
- Aavamaa (Solo, 2006)

### Teater, dans, film
- Kolmen nakin komedia (Teatteri Hevosenkenkä, Esbo 2000)
- Robottipoika  (Teatteri Hevosenkenkä, Esbo 1998)
- Elddopet (co-komp. Markus Sandberg) Svenska Teatern Helsingfors 1989)
- Jumalten naamiot (Helsingfors stadsteater 1988)
- Pacific Inferno (Kulturhuset Stockholm 1987)
- Kaos (Guds Teater, Ungdomshuset Köpenhamn 1987)
- Lumous - valon paino (Helsingfors Festspel/Zodiak 1998)
- Siipienkeli (Kampens Metro Galleria och Gamla studenthuset 1996)
- 5 + 5 (Hurjaruuth 1989, tv-version 1990)
- Oikeudenkäynti (YLE TV1 1994)
- Pintoja (Årets konstnär Marja Kanervo, Timo Peltonen YLE TV1 1992)
- Neiti Sundin tapaus (YLE TV1 1991)
- Karhumetsä (co-komp. Jorma Tapio) (MTV3/ STV 1991/92)
- Rock-ooppera Toikkanen (Gamla Studenthuset Helsingfors 1985)
- Pentafoni (Teatermuseet Helsingfors 1996)
- Illumination (Jack Helen Brut-performancegruppen 1984-85, mottagare av finska statens konstpris 1985)

### Övrigt
- Asfalttia & ruohoa (Poesimusik-CD, dikter av Teemu Hirvilammi 2001)
- Airy (Komposition till Harri Larjostos väder-installation 1995)
- Dansande Björnen (Musik till YLE:s ”poesifinlandia”-program 1994)
- Bismillah (Ljudinstallation i Gamla Studenthusets Galleri, Helsingfors 1993)
- Maailmankuvat tulessa, (Poesimusikhörspel med dikter av Teemu Hirvilammi YLE 1993)
- Intia - kaikkien äänien äiti (Ljudinstallation och radiofonisk version, YLE 1992)
- Aika (Multivisionsverk i Heurekas Verne-teater, Vanda 1991)
- Kadonneen äänen metsästys, (Ljudinstallation i Gamla Studenthusets Galleri, Helsingfors 1990)
- Poesiimusik till en samling av Teemu Hirvilammis dikter (YLE 1984)
- Homo S-performance-gruppens musikprojekt (Joan Bennet Museum 1984)
- Susien taivas (Diktbok 2006)